# Lila Marangou
Lila Marangou (griechisch Ευαγγελία „Λίλα“ Μαραγκού Evangelia „Lila“ Marangou) (* 1938) ist eine griechische klassische Archäologin. Sie promovierte 1969 in Tübingen mit der Arbeit „Lakonische Elfenbein- und Beinschnitzereien“. Sie lehrt als Professorin an der Universität Ioannina und leitet Ausgrabungen auf der Insel Amorgos. Sie ist eine international anerkannte Fachfrau für antike Elfenbein- und Beinschnitzereien. Marangou ist ordentliches Mitglied des Deutschen Archäologischen Instituts.

## Werke
- Lakonische Elfenbein- und Beinschnitzereien. Wasmuth, Tübingen 1969
- Bone carvings from Egypt. Wasmuth, Tübingen 1969